# Basilika La Merced (Ibarra)

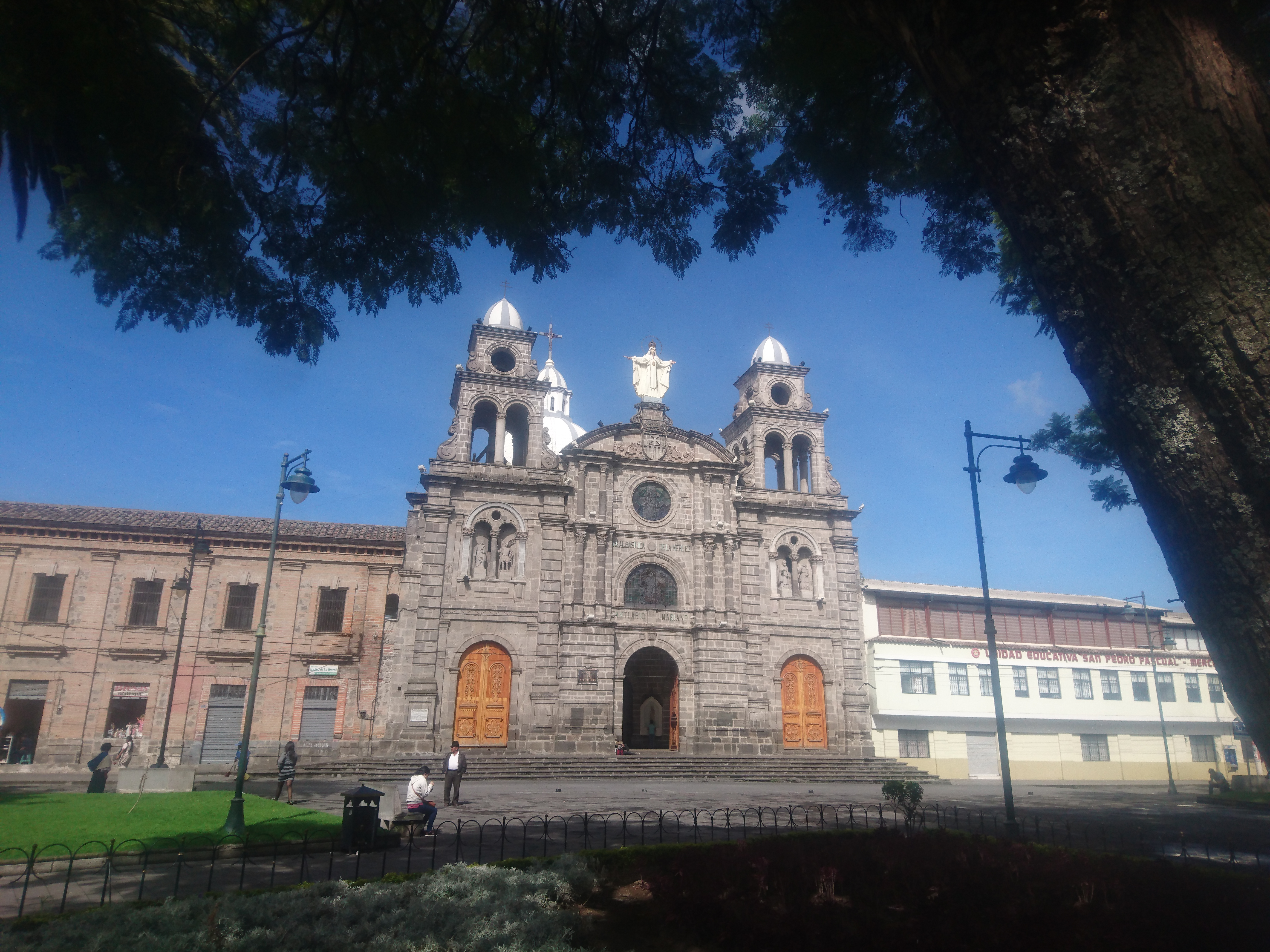
Fassade der Basilika bei Nacht

Die Basílica Nuestra Señora de la Merced (deutsch Basilika Unserer Lieben Frau der Barmherzigkeit) ist eine römisch-katholische Kirche in Ibarra, der Hauptstadt der ecuadorianischen Provinz Imbabura. Die Klosterkirche der Mercedarier erhielt deren übliches Patrozinium Maria vom Loskauf der Gefangenen, die Kirche des Bistums Ibarra trägt den Titel einer Basilica minor.

## Geschichte
Der Bau der Kirche von La Merced begann nach dem Erdbeben von 1868, das die ganze Stadt zerstört hatte, und dauerte bis zum Jahr 1945. 1964 wurde die Kirche durch Papst Paul VI. zur Basilica minor erhoben. Das starke Erdbeben 1987 hinterließ nur geringe Schäden.

## Architektur
Die Kirche wurde als dreischiffige Basilika auf einem kreuzförmigen Grundriss errichtet. Sie folgt etwa mit der Vierungskuppel dem architektonischen Schema der Basilika La Merced in Quito. Der Chor schließt gerade ab. Die Decken sind als Tonnengewölbe ausgeführt. Die Kirche ist Teil eines Wohnblocks, die Fassade ist Teil der durchgehenden Straßenfront. Der Stil der Hauptfassade mit ihren drei Portalen ist von gotischen und romanischen Elementen geprägt, die Türme umschließen den mit Säulen ausgestatteten Mittelteil mit seinem runden Giebel, auf dem eine Marienstatue steht. Den Block vor der Kirche bildet der Park de la Merced.

## Ausstattung
Wesentlicher Teil der Kirchenausstattung ist der Hauptaltar in seinem neobarocken Stil mit Blattgoldverzierung, in dessen Mitte sich die Skulptur Unserer Lieben Frau der Barmherzigkeit befindet. Am unteren Ende des linken Kirchenschiffes steht ein lebensgroßes Kruzifix, das aus der Kapelle der Hacienda de Pesillo stammt. Es gibt 16 Kapellen verschiedener Größe. In der Kuppel befindet sich auch ein Bild von Nelson López, das ihn in barockem Stil mit Erinnerungen an die Mercedarier-Gemeinschaft in Ibarra darstellt.